# LPAR1
LPAR1 (англ. Lysophosphatidic acid receptor 1) – білок, який кодується однойменним геном, розташованим у людей на короткому плечі 9-ї хромосоми. Довжина поліпептидного ланцюга білка становить 364 амінокислот, а молекулярна маса — 41 109.
| 10         |  | 20         |  | 30         |  | 40         |  | 50         |
| ---------- |  | ---------- |  | ---------- |  | ---------- |  | ---------- |
| MAAISTSIPV |  | ISQPQFTAMN |  | EPQCFYNESI |  | AFFYNRSGKH |  | LATEWNTVSK |
| LVMGLGITVC |  | IFIMLANLLV |  | MVAIYVNRRF |  | HFPIYYLMAN |  | LAAADFFAGL |
| AYFYLMFNTG |  | PNTRRLTVST |  | WLLRQGLIDT |  | SLTASVANLL |  | AIAIERHITV |
| FRMQLHTRMS |  | NRRVVVVIVV |  | IWTMAIVMGA |  | IPSVGWNCIC |  | DIENCSNMAP |
| LYSDSYLVFW |  | AIFNLVTFVV |  | MVVLYAHIFG |  | YVRQRTMRMS |  | RHSSGPRRNR |
| DTMMSLLKTV |  | VIVLGAFIIC |  | WTPGLVLLLL |  | DVCCPQCDVL |  | AYEKFFLLLA |
| EFNSAMNPII |  | YSYRDKEMSA |  | TFRQILCCQR |  | SENPTGPTEG |  | SDRSASSLNH |
| TILAGVHSND |  | HSVV       |  |            |  |            |  |            |

A: Аланін

C: Цистеїн

D: Аспарагінова кислота

E: Глутамінова кислота

F: Фенілаланін

G: Гліцин

H: Гістидин

I: Ізолейцин

K: Лізин

L: Лейцин

M: Метіонін

N: Аспарагін

P: Пролін

Q: Глутамін

R: Аргінін

S: Серин

T: Треонін

V: Валін

W: Триптофан

Кодований геном білок за функціями належить до рецепторів, g-білокспряжених рецепторів, білків внутрішньоклітинного сигналінгу, фосфопротеїнів. 
Задіяний у такому біологічному процесі, як альтернативний сплайсинг. 
Білок має сайт для зв'язування з ліпідами. 
Локалізований у клітинній мембрані, мембрані, ендосомах.